# Первомайський сільський округ (Карасайський район)
Первома́йський сільський округ (каз. Первомай ауылдық округі, рос. Первомайский сельский округ) — адміністративна одиниця у складі Карасайського району Алматинської області Казахстану. Адміністративний центр — село Бекболат Ашекеєв.
Населення — 7346 осіб (2021; 4908 у 2009, 5063 у 1999, 3815 у 1989).
Станом на 1989 рік існувала Первомайська сільська рада (села Кайнар, Первомайське, Сауинши, Ушконир).

## Склад
До складу округу входять такі населені пункти:
| Населений пункт        | Населення, осіб (1989) | Населення, осіб (1999) | Населення, осіб (2009) | Населення, осіб (2021) |
| ---------------------- | ---------------------- | ---------------------- | ---------------------- | ---------------------- |
| Бекболат Ашекеєв, село | 2644                   | 3496                   | 3222                   | 5156                   |
| Кайнар, село           | 936                    | 1526                   | 1359                   | 1842                   |
| Сауинши, село          | 140                    | 41                     | 327                    | 348                    |
| Ушконир                | 95                     | -                      | -                      | -                      |